# Yellow Red Koninklijke Voetbalclub Mechelen 2011-2012
Questa voce raccoglie le informazioni riguardanti la Yellow Red Koninklijke Voetbalclub Mechelen nelle competizioni ufficiali della stagione 2011-2012.

## Rosa[1]
| N. |                                 | Ruolo | Calciatore             |
| -- | ------------------------------- | ----- | ---------------------- |
| 1  | Belgio (bandiera)               | P     | Clint Alliet           |
| 20 | Belgio (bandiera)               | P     | Wouter Biebauw         |
| 23 | Belgio (bandiera)               | P     | Olivier Renard         |
| 50 | Francia (bandiera)              | P     | Yves Makabu-Makalambay |
| 3  | Bosnia ed Erzegovina (bandiera) | D     | Boris Pandža           |
| 5  | Belgio (bandiera)               | D     | Kenny van Hoevelen     |
| 21 | Belgio (bandiera)               | D     | Anthony Van Loo        |
| 8  | Taiwan (bandiera)               | D     | Xavier Chen            |
| 7  | Senegal (bandiera)              | C     | Boubacar Dialiba       |
| 10 | Ghana (bandiera)                | C     | Abdul-Yakuni Iddi      |
| 26 | Camerun (bandiera)              | C     | Antonio Ghomsi         |
| 11 | Belgio (bandiera)               | C     | Kevin Vandenbergh      |
| 4  | Belgio (bandiera)               | C     | Seth De Witte          |
| 13 | Belgio (bandiera)               | C     | Tom Pietermaat         |

| N. |                         | Ruolo | Calciatore           |
| -- | ----------------------- | ----- | -------------------- |
| 16 | Belgio (bandiera)       | C     | Kevin Geudens        |
| 19 | Belgio (bandiera)       | C     | Maxime Biset         |
| 22 | Belgio (bandiera)       | C     | Robin Henkens        |
| 27 | Belgio (bandiera)       | C     | Jonas Laureys        |
| 29 | Belgio (bandiera)       | C     | Alessandro Cordaro   |
| 15 | Francia (bandiera)      | C     | Julien Gorius        |
| 6  | Islanda (bandiera)      | C     | Bjarni Viðarsson     |
| 30 | Portogallo (bandiera)   | C     | Sérgio Oliveira      |
| 24 | Burkina Faso (bandiera) | A     | Pan Pierre Koulibaly |
| 18 | Belgio (bandiera)       | A     | David Destorme       |
| 9  | Belgio (bandiera)       | A     | Jonathan Wilmet      |
| 12 | Colombia (bandiera)     | A     | Jaime Alfonso Ruiz   |
| 14 | Israele (bandiera)      | A     | Liroy Zhairi         |